# Xiphorhynchus elegans
El trepatroncos elegante (en Colombia y Ecuador) o trepador elegante (en Perú) (Xiphorhynchus elegans) es una especie de ave paseriforme de la familia Furnariidae, subfamilia Dendrocolaptinae, perteneciente al numeroso género Xiphorhynchus. Es nativa del occidente y sur de la cuenca amazónica y piedemontes andinos adyacentes, en América del Sur. 

## Distribución y hábitat
Se distribuye desde las laderas andinas orientales del centro este de Colombia, hacia el sur por el este de Ecuador, este de Perú, hasta el noroeste de Bolivia, y hacia el este por la porción meridional de la Amazonia brasileña al sur del río Amazonas.
Esta especie es considerada bastante común pero muy furtiva en su hábitat natural: el sotobosque de selvas húmedas, principalmente de terra firme, llegando hasta los 1500 metros de altitud en las laderas andinas.

## Sistemática

### Descripción original
La especie X. elegans fue descrita por primera vez por el ornitólogo austríaco August von Pelzeln en 1868 bajo el nombre científico Dendrornis elegans; su localidad tipo es: «Engenho do Gama, Mato Grosso, Brasil».

### Etimología
El nombre genérico masculino «Xiphorhynchus» se compone de las palabras del griego «ξιφος xiphos»: espada, y «ῥυγχος rhunkhos»: pico; significando «con pico en forma de espada»;  y el nombre de la especie «elegans», proviene del latín «elegans, elegantis»: elegante, fino.

### Taxonomía
Es pariente próxima a Xiphorhynchus spixii y ya fueron tratadas como conespecíficas, pero los análisis genéticos y morfológicos recientes confirman el reconocimiento de dos especies separadas. Las subespecies insignis y juruanus son consideradas por algunos autores como subespecies de X. spixii, y como una especie separada por otros; sin embargo, las evidencias genéticas confirman el tratamiento de juruanus, por lo menos como una subespecie de la presente. La subespecie buenavistae se diferencia pobremente de ornatus, e insignis se diferencia pobremente de juruanus (ambas intergradan en el valle del Ucayali, en Perú), y algunas veces son todas unidas a juruanus, pero los taxones remanentes habitan grandes regiones de la Amazonia, muestran muy poca o ninguna variación clinal e intergradan a lo largo de estrechas zonas de contacto. Las variaciones de plumaje siguen un patrón «salto de rana», con los similares en apariencia ornatus y nominal, separados geográficamente por el fenotípicamente diferente juruanus.

### Subespecies
Según las clasificaciones del Congreso Ornitológico Internacional (IOC) y Clements Checklist/eBird v.2019 se reconocen cinco subespecies, con su correspondiente distribución geográfica:
- Xiphorhynchus elegans buenavistae J.T. Zimmer, 1948 – pendiente oriental de los Andes orientales en el centro sur de Colombia (cuenca del alto río Orinoco en el oeste de Meta y Caquetá); registro no verificado en el alto valle del Magdalena (Huila).
- Xiphorhynchus elegans ornatus J.T. Zimmer, 1934 – noroeste de la Amazonia al norte del río Amazonas, en el sureste de Colombia (este de Vaupés, sur de Amazonas), este de Ecuador y noreste de Perú (al norte del río Marañón), y adyacencias del noroeste de Brasil (al este hasta el río Iça, posiblemente más lejos.
- Xiphorhynchus elegans insignis (Hellmayr, 1905) – piedemontes andinos del centro este de Perú (al sur del río Marañón, oeste del río Ucayali).
- Xiphorhynchus elegans juruanus (H. von Ihering, 1905) – suroeste de la Amazonia al sur del río Amazonas, en el este y sureste de Perú (al este del río Ucayali), oeste de Brasil (hacia el este hasta el río Purus y alto río Madeira, al sur hasta Acre) y noroeste de Bolivia (Pando, Beni, La Paz).
- Xiphorhynchus elegans elegans (Pelzeln, 1868) – sur de la Amazonia brasileña (del río Madeira al este hasta el río Tapajós y margen sur del río Teles Pires, al sur hasta el suroeste de Mato Grosso) y adyacente este de Bolivia (extremo noreste de Santa Cruz)